# Strategic Management Journal
Das Strategic Management Journal (SMJ) ist eine 13× jährlich erscheinende wissenschaftliche Zeitschrift zu betriebswirtschaftlichen Themen. Sie wird seit 1980 von der Strategic Management Society herausgegeben und gilt als eine der angesehensten Zeitschriften ihrer Fachrichtung. Derzeitiger Chefredakteur ist u. a. Rich Bettis.

## Rezeption
Das Zeitschriften-Ranking VHB-JOURQUAL (2008) stuft die Zeitschrift in die zweitbeste Kategorie A ein, das Zeitschriften-Ranking des Handelsblatt Betriebswirte-Rankings (2009) stuft es in die Kategorie 0,70 ein. Das Zeitschriften-Ranking der britischen Association of Business Schools (2010) stuft es in die beste Kategorie 4* ein.